# Expérience de la Troisième Vague
Pour les articles homonymes, voir Troisième vague.
L’expérience de la Troisième Vague est une étude expérimentale du fascisme menée par le professeur d’histoire Ron Jones avec des élèves de première du lycée Cubberley à Palo Alto (Californie) pendant la première semaine d’avril 1967,, dans le cadre d’un cours sur l’Allemagne nazie. N’arrivant pas à expliquer à ses élèves comment les citoyens allemands avaient pu laisser le parti nazi procéder au génocide de populations entières sans réagir de manière notable, Ron Jones décida d’organiser une mise en situation. Il fonda un mouvement nommé « la Troisième Vague » (the Third Wave), dont l’idéologie vantait les mérites de la discipline et de l’esprit de corps, et qui visait à la destruction de la démocratie, considérée comme un mauvais régime en raison de l’accent qu’elle place sur l’individu plutôt que sur la communauté. L'expérience de la Troisième Vague a inspiré un téléfilm (1981), un roman (1981), un film (2008), puis une série sortie sur Netflix (2019).

## Chronologie de l’expérience d’après Ron Jones

### Lundi
Jones donne une allocution sur la discipline : comment elle est nécessaire aux athlètes, aux artistes, aux scientifiques, et comment, par la maîtrise de soi, elle assure la réussite des projets. Il passe ensuite aux travaux pratiques et indique une position assise susceptible de faciliter la concentration et la volonté : pieds à plat sur le sol, dos droit, mains croisées derrière le dos. Il exige des élèves qu’ils adoptent cette position et vérifie qu’ils obéissent. Il leur apprend ensuite à entrer et à sortir de classe, dans le silence et la rapidité. Il donne aussi des instructions pour répondre aux questions : désormais, les élèves doivent se lever, commencer leur réponse par « Monsieur Jones » et répondre en quelques mots seulement. Une série de questions réponses très intense conclut la séance. Les élèves se sentent stimulés et motivés.

### Mardi
Devant une classe en « position d’attention » Jones inscrit au tableau la devise du mouvement : « La force par la discipline, la force par la communauté ». Il analyse l’idée de communauté qu’il définit comme le lien unissant différentes personnes tournées vers un but commun. Il exalte la valeur de la communauté en montrant qu'elle est cette réalité au-delà de l’individu dans laquelle il s’accomplit en s’y intégrant. Ron Jones ordonne ensuite aux élèves de réciter régulièrement la devise du mouvement, d’abord l’un après l’autre, puis par groupes de deux ou trois, puis toute la classe ensemble. La coordination atteinte permet aux élèves de constater la réalité de la communauté, et de s’y sentir pleinement intégrés, à égalité avec les autres. À la fin de l’heure, Jones enseigne un salut consistant à amener la main droite à hauteur de l’épaule droite, les doigts arrondis en forme de coupe. Il s'agit d'un salut utilisé par les nazis, ce que les élèves ignoraient. Il décide de nommer le mouvement « la Troisième Vague », expliquant aux élèves que c'est à la fois parce que la main lors du salut ressemble à une vague sur le point de déferler, et parce que, conformément à une croyance populaire, les vagues de l’océan avanceraient par groupes de trois, la troisième étant la plus forte. Il omet de mentionner aux élèves la référence la plus importante, qui est bien sûr la référence au Troisième Reich.

### Mercredi
Ron Jones constate que treize élèves d’autres classes viennent assister à son cours. Il distribue des cartes de membre aux élèves participant au mouvement. Parmi les cartes de membre, trois, distribuées aléatoirement, sont marquées d’un « X » rouge. Les membres porteurs de ces cartes se voient confier la mission de dénoncer les membres qui ne respecteraient pas les règles. Ron Jones donne une allocution sur l’action, entendue comme but vers lequel tendent la discipline et la communauté, et sans lequel elles perdent tout leur sens. À la surprise du professeur, plusieurs élèves lui expriment leur satisfaction et leur joie de participer à la Troisième Vague. Les élèves montrent de meilleures dispositions pour apprendre et participer en classe. L’égalité instaurée entre eux incite les élèves les moins sûrs d'eux à prendre la parole et à gagner en assurance. Les réponses aux questions se font cependant beaucoup plus laconiques, et les élèves semblent perdre leurs aptitudes à argumenter et à nuancer. Ron Jones dirige la classe vers l’action pure : il donne l’ordre de dessiner une bannière pour la Troisième Vague, d’apprendre par cœur le nom et l’adresse de tous les membres et de recruter de nouveaux membres. Plus tard dans la journée, Ron Jones constate que la Troisième Vague prend des proportions inquiétantes. La moitié des membres en dénoncent d’autres, même si seuls trois élèves ont été spécialement désignés pour cette tâche. De nombreux élèves prennent la Troisième Vague très au sérieux et menacent ceux qui tournent le mouvement en dérision. Ron Jones constate aussi que, alors que les élèves les plus médiocres participent de plus en plus et s’investissent beaucoup dans le mouvement (l’un des élèves décide même de devenir le « garde du corps personnel » du professeur, qui se laisse faire), les élèves les plus doués supportent mal l’égalitarisme forcené du cours.

### Jeudi
Arrivé tôt au lycée, Ron Jones découvre sa classe dévastée. Un des parents d’élèves, vétéran de la Seconde Guerre mondiale et ancien prisonnier de guerre, a pénétré dans l’établissement et commis des dégradations sur le matériel. L’expérience perturbe la vie du lycée de manière manifeste : des élèves sèchent leurs cours pour venir assister aux leçons de Ron Jones (quatre-vingts élèves confinés dans une classe prévue pour trente), et une « police secrète » s’organise sur la délation et la peur. Inquiet de l’ampleur et de la tournure que prennent les événements, sentant l’expérience lui échapper, incertain de ses propres motivations pour poursuivre, Ron Jones décide d’en finir. Après une allocution sur la fierté, il annonce que la Troisième Vague n’est pas seulement une mise en situation au sein du lycée, mais bel et bien un projet d’ampleur nationale destiné à modifier en profondeur la vie sociale des États-Unis. Il prétend que d’autres enseignants ont, comme lui, lancé le mouvement partout dans le pays et que, le lendemain, à midi exactement, le leader national s’adressera aux jeunesses de la Troisième Vague. Il s’appuie sur la volonté des membres pour organiser en vingt-quatre heures une réunion exemplaire.

### Vendredi
Ron Jones consacre le début de la matinée à préparer la salle de conférence du lycée. Les élèves commencent à arriver dès 11 h 30. Deux cents étudiants assistent à la réunion. Certains ont apporté des bannières. Des amis de Ron Jones, déguisés en reporters et en journalistes, prennent des notes et photographient les participants. À midi, les portes sont closes et des gardes postés de faction. Ron Jones montre à ses amis l’obéissance aveugle des jeunes présents : il les fait saluer et leur fait réciter la devise du mouvement. À midi cinq, Ron Jones fait éteindre les lumières et allumer des écrans de télévision, annonçant le discours du leader national. Après quelques minutes de silence attentif devant les postes ne montrant que de la « neige » (absence d'émission télévisée), les élèves finissent par s’apercevoir de la supercherie. Coupant court à leur stupeur, Ron Jones procède à un débriefing : il explique comment il les a manipulés et dans quelle mesure ils se sont laissés manipuler. Il leur fait visionner un film montrant des images d’archives du Troisième Reich. Répondant aux questions des élèves, il leur montre à quel point il est facile de verser dans le totalitarisme. Il leur explique aussi combien être dupe de ficelles aussi grossières est honteux, et répond à la question originelle : les Allemands ont nié avoir eu connaissance de l’extermination des Juifs, des Tziganes, des homosexuels, etc., de la même manière que les élèves de Cubberley nieront avoir participé à la réunion. Il clôt l’expérience.
Le journal de l’école, le Cubberley Catamount, consacre à l’expérience une brève extrêmement courte (numéro du 7 avril 1967) et un article de fond, pourtant assez peu détaillé (numéro du 21 avril 1967). Ces deux textes constituent les seules sources contemporaines de l’expérience. La Troisième Vague est citée une dernière fois dans un numéro du Cubberley Catamount de décembre 1967.

## Réactions et suites de l’expérience
Le malaise qui prédominait à la fin du dernier cours (un élève interviewé par le Cubberley Catamount admet se sentir « stupide »), ainsi que la peur (Ron Jones décrit la Troisième Vague comme « l’un des événements les plus effrayants que j’aie jamais vécus dans une salle de classe ») a conduit à conserver une grande pudeur sur l’expérience. Le Cubberley Catamount rapporte cependant que Jones a réitéré une expérience « ressemblant au mouvement fasciste Troisième Vague » de l'année précédente, destinée cette fois selon Jones à simuler « une situation similaire à celle de la Chine des années 1900 », et restreinte à une journée.
Le professeur coucha ses souvenirs par écrit en 1972, sous le titre The Third Wave, et les publia au printemps 1976, sous le titre Take As Directed, dans un magazine alternatif, The CoEvolution Quarterly.
Des psychologues s’intéressèrent alors à l’expérience menée par Ron Jones, notamment en matière de malléabilité d’esprit chez les adolescents. Ron Jones aurait en particulier été invité dans les classes de Philip Zimbardo, professeur à l’université Stanford et initiateur de l'expérience de Stanford. 
Néanmoins, l’expérience demeura confidentielle jusqu’en 1981, date à laquelle elle inspira un téléfilm intitulé The Wave (en français : La Vague), produit par Norman Lear et réalisé par Alexander Grasshoff sur un scénario de Johnny Dawkins. Il reçut un Emmy Award ainsi qu’un prix Peabody. 
Sous le pseudonyme de Morton Rhue, le romancier Todd Strasser publia en 1981, sous le titre The Wave (en français : La Vague), une adaptation romancée de l’expérience, fondée non pas sur les notes rédigées par Ron Jones (que Todd Strasser reconnaît n’avoir jamais rencontré), mais bien sur le téléfilm, il s’agit donc d’une adaptation d’adaptation. 
Le 11 octobre 1992, sollicité par le gouvernement allemand, Ron Jones donna une conférence sur la Troisième Vague à Nuremberg, dans les quartiers réservés à Hitler lors des congrès du parti nazi. La conférence a été filmée.
L’histoire de la Troisième Vague a également été adaptée de nombreuses fois pour les planches, soit comme pièce de théâtre, soit comme comédie musicale. 
Le roman de Todd Strasser, La Vague, a enfin inspiré un film allemand réalisé par Dennis Gansel en 2008, La Vague, double lauréat des Prix du film allemand avec le Prix de Bronze dans la catégorie Meilleur film et du Prix d’Or décerné à Frederik Lau (Meilleur Second Rôle pour son interprétation de Tim). Le film a également été nommé au festival du film de Sundance (Grand Prix du Jury). La sortie en France a eu lieu le 4 mars 2009.
Dans le film documentaire Lesson Plan sorti en 2010, plusieurs élèves participants, Ron Jones et le principal du lycée se remémorent l'expérience et expriment leurs réactions après coup. La vidéo est coréalisée par l'un d'eux, Philip Neel, et David Jeffery. Elle est distribuée en France sous le titre L'Expérience de la Troisième Vague.

## Historiographie
Une première difficulté vient du fait que l’histoire est restée inédite et confidentielle jusqu’en 1976. La seule source écrite contemporaine aux événements est le journal du lycée, le Cubberley Catamount : une brève parue le 7 avril 1967 mentionne laconiquement le mouvement, puis un article de fond revient sur l'expérience de manière peu détaillée. Celle-ci est également citée dans le même journal, pendant l’année scolaire suivante, à l'occasion d'un nouvel exercice similaire.
À l’exception de ces articles, toutes les autres sources sont beaucoup plus tardives, y compris le premier article de Ron Jones, « Take As Directed », exposé le plus complet : rédigé en 1972 (cinq ans après les faits), il n'est publié qu'en 1976 dans The CoEvolution Quarterly. De nombreux autres articles existent, ainsi qu'un film documentaire coréalisé par Philip Neel, un des élèves participants, mais tous sont nettement postérieurs à l’expérience.
Les adaptations télévisuelles et romancées ont en outre un effet perturbateur, que Jones lui-même a dénoncé dans un article paru dans The Whole Earth Review, numéro 79, été 1993. Convié à une avant-première du téléfilm de 1981, il s’exclame : « Ce n’est pas arrivé comme cela ! », avant de préciser : « Il fallait que j’explique à quelqu’un les erreurs historiques du film. » Le grand public n’a connu l’expérience menée par Jones qu’à travers le prisme de l’art, et Jones note, dans l’article de 1993 : « Bien sûr, pour faire vendre le roman, les éditeurs ne manquent jamais d’indiquer « Fondé sur une histoire vraie. » Ils se gardent bien d’indiquer qu’ils ne racontent pas la vérité. »

## Adaptations
Cette expérience a donné lieu à plusieurs adaptations dans plusieurs domaines d'expression :
- La Vague (The Wave), téléfilm américain réalisé par Alexander Grasshoff, diffusé en 1981
- La Vague (The Wave), roman américain de Todd Strasser, adapté du téléfilm et paru en 1981
- La Vague (Die Welle), film allemand réalisé par Dennis Gansel, sorti en 2008
- La Vague, bande dessinée de Stefani Kampmann, d'après le roman de Todd Strasser, parue en 2009
- La Vague, opéra-rock français de Gilles Ramade[14], présentée en 2013
- L'Expérience interdite, pièce de théâtre d’Anne-Sophie Nédélec, représentée pour la première fois en 2014[15]
- Nous, la Vague, série produite par Netflix, diffusée en 2019
- La Vague, pièce de théâtre de Marion Conejero  présentée pour la première fois au Festival d'Été de la Maison Maria Casarès à Alloue (Charente) en 2024.